# Stamping Authority
La Stamping authority è quell'ente che appone una marca temporale durante le firme di documenti elettronici e le comunicazioni via PEC (Posta Elettronica Certificata).
Spesso la Stamping Authority è parte integrante della Certification Authority, tuttavia assolve un compito totalmente diverso.
Il riferimento temporale usato per comunicare è UTC, concordato a livello internazionale.